# Вторая Алексеевка
Вторая Алексеевка — деревня в Щёлковском районе Московской области. Относится к Огудневскому сельскому поселению.

## География
Деревня находится на северо-востоке Московской области, относящейся к Восточно-Европейской равнине, на высоте 157 м над уровнем моря, в зоне умеренно континентального климата с относительно холодной зимой и умеренно тёплым, а иногда и жарким, летом. В деревне действует московское время.
Расположена на расстоянии 4 км от пересечения Московского Малого кольца («Бетонки») А107 и Фряновского шоссе Р110, примыкает к деревне Воря-Богородское.
В деревне 14 улиц: Бирюзовая, Детская, Зелёная, Красивая, Мирная, Пляжная, 1-я и 2-я Радиальные, Рубиновая, Семейная, Солнечная, Сосновый Бор, Строителей и Счастливая, к ней относится территория дома отдыха «Щёлково» и приписаны два садоводства.

## Население
| 1852 | 1859 | 1869 | 1899 | 1926 | 2002 | 2006 |
| ---- | ---- | ---- | ---- | ---- | ---- | ---- |
| 133  | ↗143 | ↘110 | ↘65  | ↗200 | ↘95  | ↗116 |
| 2010 |      |      |      |      |      |      |
| ↘19  |      |      |      |      |      |      |

## История
В середине XIX века деревня Алексеевское относилась ко 2-му стану Богородского уезда Московской губернии и принадлежала надворному советнику Алексею Степановичу Мельгунову. В деревне было 18 дворов, крестьян 65 душ мужского пола и 68 душ женского.
В «Списке населённых мест» 1862 года — владельческая деревня 2-го стана Богородского уезда Московской губернии по левую сторону Хомутовского тракта (из Москвы по границе с Дмитровским уездом), в 30 верстах от уездного города и 16 верстах от становой квартиры, при реке Воре, с 16 дворами и 143 жителями (67 мужчин, 76 женщин).
По данным на 1869 год — деревня Алексеевка Ивановской волости 3-го стана Богородского уезда с 22 дворами, 21 деревянным домом и 110 жителями (59 мужчин, 51 женщина), из них 6 грамотных мужчин. Имелось 16 лошадей и 24 единицы рогатого скота, земли было 147 десятин, в том числе 80 десятин пахотной.
В 1913 году во 2-й Алексеевке 28 дворов и имение Вознесенской.
По материалам Всесоюзной переписи населения 1926 года — деревня Воря-Богородского сельсовета Ивановской волости Богородского уезда в 3 км от Фряновского шоссе и 22 км от станции Щелково Северной железной дороги, проживало 200 жителей (96 мужчин, 104 женщины), насчитывалось 36 крестьянских хозяйств.
В 1994–2006 годах относилась к Огудневскому сельскому округу.

## Транспорт и связь
Непосредственно до поселка можно доехать от г. Щёлково и Фрязино на маршруте № 29 (Фрязино — д/о Щёлково) Мострансавто, остановка «Д/о Щелково».
От Москвы в поселок на автомобиле можно попасть по Щёлковскому шоссе А103, а затем по идущему от него Фряновскому шоссе Р110, далее поворот налево по Московскому Малому кольцу А107 4 км.

## Достопримечательности
Рядом с деревней расположено Чёрное озеро.